# ینی عبدی‌نلی
ینی عبدی‌نلی (به لاتین: Yeni Abdinli) یک منطقه مسکونی در جمهوری آذربایجان است که در شهرستان یاردیملی واقع شده است. ینی عبدی‌نلی ۳۶۶ نفر جمعیت دارد.